# Dons
Dons, születési nevén Artūrs Šingirejs (Brocēni, 1984. április 10. –) lett énekes és zeneszerző. Ő képviselte Lettországot a 2024-es Eurovíziós Dalfesztiválon, Malmőben, a Hollow című dalával.

## Pályafutása
2024. január 9-én az LTV bejelentette, hogy az énekes résztvevője lesz a 2024-es Supernova nemzeti válogatónak. Hollow című versenydalával megnyerte a február 10-én rendezett döntőt, ahol a szakmai zsűri, valamint közönség pontjai alakították ki a végeredményt, így ő képviselhette hazáját az Eurovíziós Dalfesztiválon. A verseny május 9-én rendezett második elődöntőjéből hetedik helyezettként jutott tovább a döntőbe, ahol a tizenhatodik helyen végzett.

## Diszkográfia

### Albumok
- Viens otram (2004, Lilyvel közösen)
- Lights On (2006)
- Lelle (2008)
- Signāls (2013)
- Varanasi (2014)
- Sibīrija (2015)
- Tepat (2016)
- Namiņš. Kaste. Vārdi (2018)
- Tūrists (2020)

### Kislemezek
- Salauzta sirds (2018, Ozolos-szal közösen)
- Ludzu vel neaizej (2019)
- Divatā (2023)
- Lauzto šķēpu karaļvalsts (2023)
- Hollow (2024)

## Fordítás
- Ez a szócikk részben vagy egészben  a   Dons (singer)  című angol Wikipédia-szócikk fordításán alapul.  Az eredeti cikk szerkesztőit annak laptörténete sorolja fel. Ez a jelzés csupán a megfogalmazás eredetét és a szerzői jogokat jelzi, nem szolgál a cikkben szereplő információk forrásmegjelöléseként.